# Capilla del antiguo Lazareto de San Vicente de Paul
La Capilla del antiguo Lazareto de San Vicente de Paul es un templo católico ubicado al interior de la sede norte de la Facultad de Medicina de la Universidad de Chile, a un costado del Hospital José Joaquín Aguirre, en la comuna de Independencia, ciudad de Santiago, Chile. Fue construida como la capilla del antiguo Lazareto de San Vicente de Paul en 1875, y fue declarada Monumento Nacional de Chile, en la categoría de Monumento Histórico, mediante el Decreto Supremo n.º 73, del 12 de enero de 1981.

## Historia
Luego de que la ciudad de Santiago fuera azotada por una epidemia de viruela en 1872, el presidente Federico Errázuriz Zañartu decidió la construcción de un hospital para enfermos comunes, denominado Hospital del Salvador, y un lazareto para enfermos de tuberculosis, el Hospital San Vicente de Paul. Los fondos para la construcción fueron conseguidos por la comisión liderada por el intendente Benjamín Vicuña Mackenna y el director Ramón Barros Luco, quienes compraron un terreno en La Cañadilla, en terrenos pertenecientes a la Beneficencia Pública.
La junta para la construcción del hospital le encargó los planos al arquitecto Eusebio Chelli, siendo el ejecutor el arquitecto alemán Carlos Stegmöller, que inauguró el lazareto en 1875. La administración del recinto fue confiada a las Hermanas de la caridad, que instalaron la capilla en el patio central del hospital.
En el año 1952 se demolió el hospital para construir el Hospital Clínico José Joaquín Aguirre, siendo la capilla una de las pocas construcciones del antiguo lazareto que se mantuvieron, estando rodeada de las construcciones del nuevo hospital.
A fines de los años 1990 se recuperaron algunos vitrales e imágenes interiores, se restauraron los cuerpos laterales y la sacristía, y en los años 2000 se restauró completamente el edificio. Las obras finalmente fueron inauguradas por el arzobispo Francisco Javier Errázuriz en el año 2009.

## Descripción
La planta del edificio es una cruz latina, con sus brazos laterales emergiendo desde el centro del edificio, prolongándose hacia el norte y hacia el sur, dándole una apariencia desde el exterior de cruz griega. De estilo neorrománico, la capilla presenta en su fachada una torre cuadrada, enmarcada por pilastras hasta la cubierta. Presenta contrafuertes que modulan la fachada y vanos de medio punto. Además cuenta con una franja decorativa de pequeños arcos, que rodea al edificio. En su interior presenta varios vitrales, además de pinturas que semejan relieves.